# Печково
Печково (на македонска литературна норма: Печково; на албански: Peçkova) е село в Северна Македония в община Гостивар.

## География
Селото е разположено на 8 километра югозападно от град Гостивар в областта Горни Полог в подножието на Ничпурската планина.

## История
В началото на XIX век Печково е българско село в Гостиварска нахия на Тетовска кааза на Османската империя. Според статистиката на Васил Кънчов („Македония. Етнография и статистика“) в 1900 година Пехчево има 290 жители българи християни.
Според патриаршеския митрополит Фирмилиан в 1902 година в селото има 54 сръбски патриаршистки къщи. Към 1905 година всички християнски жители на селото са под върховенството на Българската екзархия. Според секретаря на екзархията Димитър Мишев („La Macédoine et sa Population Chrétienne“) в 1905 година в Печково има 320 българи екзархисти. Според секретен доклад на българското консулство в Скопие 17 от 32 християнски къщи в селото през 1906 година под натиска на сръбската пропаганда в Македония признават Цариградската патриаршия.
При избухването на Балканската война в 1912 година 7 души от Печково са доброволци в Македоно-одринското опълчение.
През 1913 година селото попада в Сърбия. Според Афанасий Селишчев в 1929 година Печково е село във Врутокска община в Горноположкия срез и има 44 къщи с 266 жители българи.
След последните данни от 2002 година, в селото живеят 48 македонци.